# Questions indiscrètes
Questions indiscrètes je francouzský němý film z roku 1905. Režisérkou je Alice Guy (1873–1968). Film trvá necelé tři minuty a je volným dílem. Film byl ručně kolorován.
Jedná se o jednu ze třinácti fonoscén, které Félix Mayol nahrál pro Chronophone Gaumont.

## Děj
Film zachycuje Félixe Mayola, jak před jevištní oponou přehozenou v antickém stylu zpívá komickou píseň Questions indiscrètes. Jeho oblek je ozdobený konvalinkou, což byla zpěvákova oblíbená květina.